# حمامة صفراء العينين

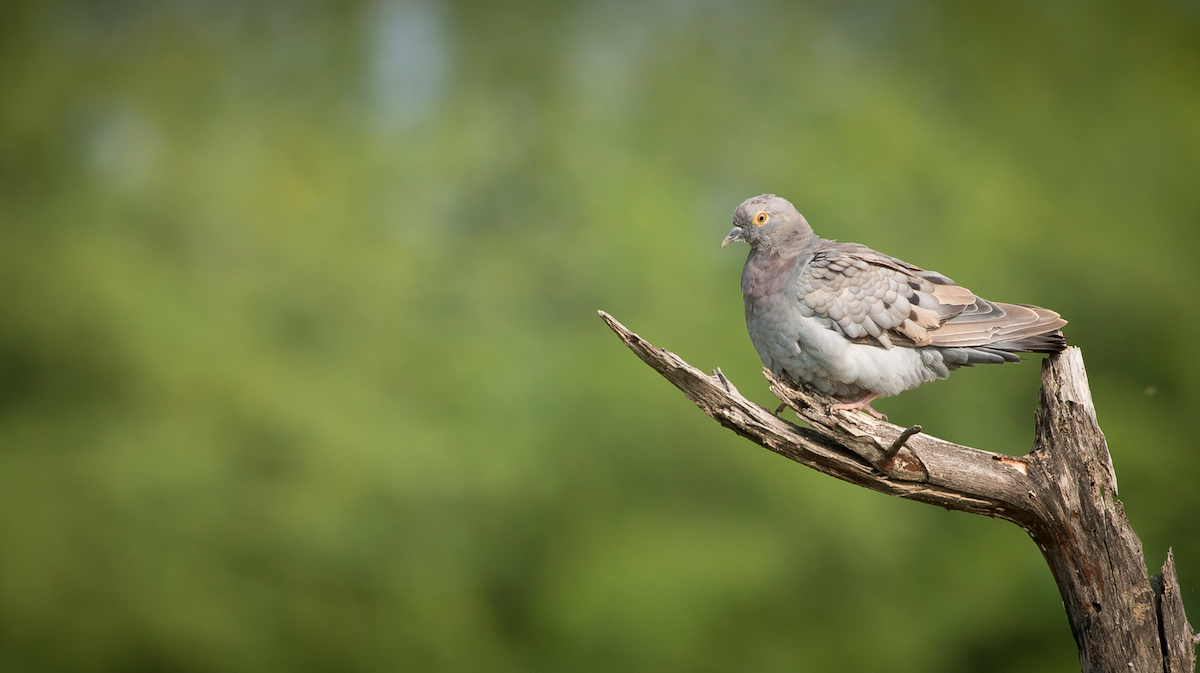
فرد من محمية تال تشابار للحياة البرية، راجستان، الهند

الحمامة صفراء العينين أو الحمامة ذات العيون الصفراء أو الحمامة الشاحبة هي عضو في عائلة حماميات. يتكاثر في جنوب كازاخستان وأوزبكستان وتركمانستان وطاجيكستان وقيرغيزستان وأفغانستان وشمال شرق إيران وشمال غرب الصين. إنه شتاء في شمال شرق باكستان وجامو وكشمير وأجزاء من ولاية راجاستان. انخفض عدد الطيور على مر السنين، ويرجع ذلك أساسًا إلى الصيد، وتم إدراجه على أنه «مهدد بخطر إنقراض أدنى» من قبل الاتحاد الدولي للحفاظ على الطبيعة.
تم وصف الطائر لأول مرة من قبل عالم الطيور الفرنسي تشارلز لوسيان بونابرت عام 1856. تخلد الحدين ذكرى عالم الأحياء والمستكشف الألماني إدوارد فريدريش إيفرسمان الذي أجرى الكثير من الأبحاث في النباتات والحيوانات في السهوب الجنوبية الشرقية لروسيا.

## وصف
الحمامة صفراء العينين هي حمامة متوسطة الحجم تنمو حتى يصل طولها إلى حوالي 30 سنتيمتر (12 بوصة) ويبلغ وزنه من 183 إلى 234 غرام (6.5 إلى 8.3 أونصة). لونه رمادي في الغالب، مع مسحة بنية قليلاً في الأجزاء العلوية وبريق أرجواني وردي على التاج والحلق والثدي. يحتوي الجناح على شريط أسود والذيل له شريط داكن منتشر. أسفل الظهر والردف والجانب السفلي من الأجنحة بيضاء أو رمادية شاحبة. هناك منطقة عارية من الجلد المصفر حول العين، والقزحية صفراء، والمنقار مصفر والقدمان وردية. يمكن الخلط بين هذا الحمام والحمامة الصخرية (C. livia)، ولكن هذا النوع لديه قضبان أجنحة أكثر بروزًا وشريط ذيل. تتشابه حمامة التل (C. rupestris) أيضًا، لكنها تحتوي على شريط أبيض أسفل الذيل فوق الشريط الطرفي الأسود.   الحمامة صفراء العين هي طائر صامت بشكل عام، ولكن خلال موسم التكاثر تنبعث منه أحيانًا "oo-oo-oo" الخافت.

## توزيع والسكن
يتكاثر الحمام الأصفر في جنوب كازاخستان وأوزبكستان وتركمانستان وطاجيكستان وقيرغيزستان وأفغانستان وشمال شرق إيران والجزء الشمالي الغربي المتطرف من الصين. تهاجر جنوبًا في الخريف لقضاء فصل الشتاء في باكستان وشمال غرب الهند وشمال غرب الصين، في مقاطعتي شينجيانغ وقانسو. يسكن في منطقة تكاثره السهوب وموائل الأراضي المنخفضة الأخرى بما في ذلك المناطق شبه القاحلة والقاحلة. تتواجد في فصولها الشتوية في المناطق الزراعية والبساتين والريف المفتوح بالأشجار المتناثرة.   ينجذب بشكل خاص إلى مناطق أشجار التوت. 

## علم البيئة
يتغذى الحمام ذو العينين الصفراء بشكل كبير على البذور والحبوب والتوت، وعادة ما يبحث عن الطعام على الأرض ولكنه في بعض الأحيان يقطف الثمار من الغصن. تهاجر جنوبًا في أكتوبر ونوفمبر، وتشكل قطعانًا في الشتاء وتعيش في الأشجار.  في وقت من الأوقات، كان عدد القطعان يبلغ آلاف الأفراد، لكن أعداد الطيور تضاءلت وغالبًا ما تحتوي القطعان الآن على بضع عشرات من الطيور، ونادرًا ما تتجاوز بضع مئات. يعود إلى نطاق تكاثره في أبريل ويحدث التعشيش خلال أواخر الربيع والصيف. يقع موقع العش في حفرة في جرف أو شجرة مجوفة أو مبنى مدمر. توضع بيضتان بيضتان على منصة من العصي. 

## حالة
في وقت وفير، انخفض عدد سكان الحمام الأصفر بشكل كبير على مر السنين. التهديد الرئيسي الذي يواجهه هذا الطائر هو الصيد، في كل من منطقة تكاثره وأماكنه الشتوية؛ الاتجاه الحالي للسكان غير معروف ولكن قد يكون الانخفاض مستمرًا وقد قام الاتحاد الدولي للحفاظ على الطبيعة بتقييم حالة الحفاظ على الطيور على أنها «معرضة للخطر». 

## روابط خارجية
- صحيفة وقائع حياة الطيور
- صور الطيور الشرقية: حمامة صفراء العينين صور مختارة